# Rolando Serrano
José Rolando Serrano Lázaro (Pamplona, 13 novembre 1938 – Cúcuta, 13 giugno 2022) è stato un calciatore colombiano, di ruolo centrocampista.

## Carriera
Prese parte con la Nazionale colombiana ai Mondiali del 1962 e al Campeonato Sudamericano del 1963.